# Jorge Rojas Ávila
El general del aire Jorge Rojas Ávila (Santiago de Chile, 22 de agosto de 1953) es un aviador retirado y piloto de combate chileno. Fue comandante en jefe de la Fuerza Aérea de Chile entre 2010 y 2014.

## Carrera militar

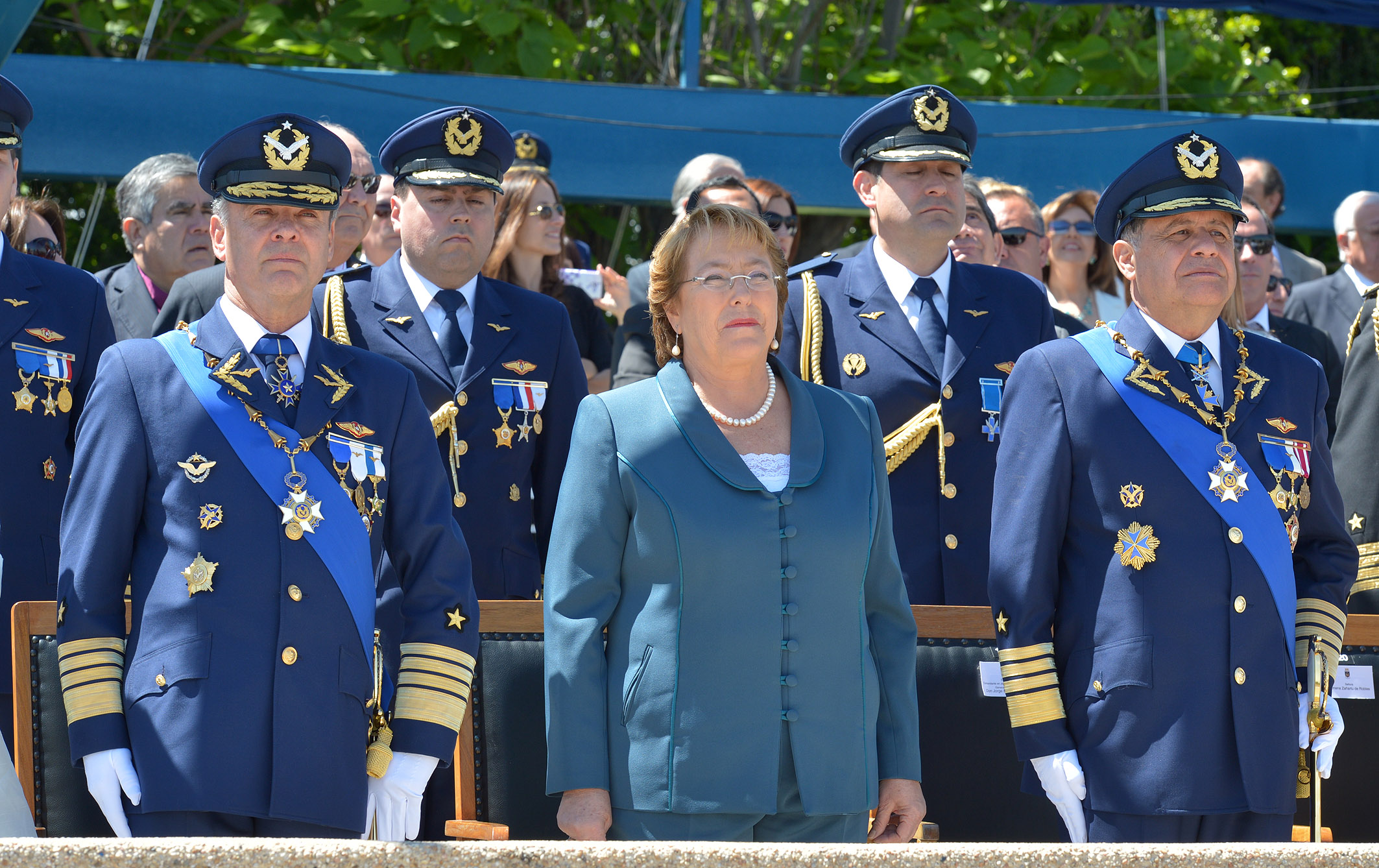
Rojas en la ceremonia de entrega de la comandancia en jefe a Jorge Robles, junto a la presidenta Michelle Bachelet.

El general Rojas nació en Santiago el 22 de agosto de 1953, y después de cursar estudios en el Colegio San Juan Evangelista de la capital, ingresó a la Escuela de Aviación del Capitán Manuel Ávalos Prado, como cadete, el año 1969, formando parte de la Escuadrilla Vampiros. Fue nombrado Subteniente de la rama Aire el 1 de enero de 1974. Adoptó, como nombre de combate, el apodo Robot. Es hijo del oficial general de la FACh, general de aviación (R) Jorge Rojas Carrasco.
El general Rojas Ávila se especializó en aviones de combate de primera línea, y cuenta con más de 3500 horas de vuelo. Es graduado de la especialidad de Estado Mayor de la Academia de Guerra Aérea de la Fuerza Aérea de Chile, institución donde más tarde dictaría la cátedra de Logística; y graduado del curso de Alto Mando del Air War College de Estados Unidos.
Durante 1995 y 1996 fue Comandante del Grupo de Aviación N.º 8 con asiento en Antofagasta, correspondiéndole ser el primer comandante de los recientemente adquiridos aviones Mirage Elkan, luego de desempeñarse como jefe del proyecto de adquisición respectivo. El año 1999, y siendo Coronel de Aviación fue nombrado Director de la Escuela de Aviación del Capitán Manuel Ávalos Prado. Luego fue nombrado Agregado Aéreo de la Embajada de Chile en Francia.
El año 2002 fue ascendido a General de Brigada Aérea y fue nombrado comandante en jefe de la I Brigada Aérea. El año 2003 fue nombrado Comandante en Jefe de la V Brigada Aérea. Estas dos unidades mayores son las más grandes y estratégicamente más importantes de la FACH. En 2004 fue nombrado Director de Operaciones de la FACH. Al año siguiente, el gobierno le confiere el ascenso al grado de General de Aviación y asume como Comandante del Comando de Combate.
El año 2009 asumió como comandante del Comando Logístico y presidente de FIDAE.
El 5 de noviembre de 2010 el gobierno le concede el ascenso al grado de general del aire y es nombrado comandante en jefe de la Fuerza Aérea de Chile. Dejó el cargo el 5 de noviembre de 2014, siendo sucedido por Jorge Robles Mella.

## Antecedentes militares
- 1969: Cadete Escuela de Aviación del Capitán Manuel Ávalos Prado
- 1974: Alférez
- 1975: Subteniente
- 1979: Teniente
- 1984: Capitán de Bandada
- 1989: Comandante de Escuadrilla
- 1995: Comandante de Grupo
- 1999: Coronel de Aviación
- 2002: General de Brigada Aérea
- 2005: General de Aviación
- 2010: General del Aire

## Accidentes durante su mandato
- Casa C-212

## Medallas y condecoraciones
- Condecoración Presidente de la República (Collar de la Gran Cruz)
- Gran Cruz de la Victoria
- Gran Estrella Fuerza Aérea de Chile al Mérito Militar (40 años)
- Cruz al Mérito Aeronáutico de Chile (Gran Cruz al Mérito Aeronáutico)
- Cruz de la Victoria
- Condecoración Presidente de la República (Gran Oficial)

- Cruz al Mérito Aeronáutico de Chile (Cruz al Mérito Aeronáutico)

- Estrella Militar de las Fuerzas Armadas (Gran Estrella Al Mérito Militar) (30 años)

- Estrella Militar de las Fuerzas Armadas  (Estrella Al Mérito Militar) (20 años)

- Estrella Militar de las Fuerzas Armadas (Estrella Militar) (10 años)

- Diosa Minerva (Profesor Militar)
- Minerva (Academia de Guerra Aérea)
- Servicios Distinguidos 11.SEP.1973 (Tercera Clase)
- Estrella de Honor por Servicios Distinguidos (Estrella)
- Medalla al Mérito Aeronáutico (Gran Oficial) ( Uruguay, 2013)[4]
- Orden Nacional del Mérito (Comendador) ( Francia, 2013)

| Predecesor: Ricardo Ortega Perrier | Comandante en Jefe de la Fuerza Aérea de Chile 2010-2014 | Sucesor: Jorge Robles Mella |